# Chambers Hill
Der Chambers Hill ist ein 1105 m hoher Hügel in Form eines Bergkamms im ostantarktischen Viktorialand. Er ragt an der Wasserscheide zwischen dem Hobbs- und dem Blackwelder-Gletscher 1,5 km westlich des Hofman Hill an der Scott-Küste auf.
Das Advisory Committee on Antarctic Names benannte ihn 1992 nach James L. Chambers vom Ingenieurbüro Holmes & Narver aus Orange in Kalifornien, Verantwortlicher für die Abwicklung von Auftragsarbeiten auf der McMurdo-Station von 1976 bis 1980 und von 1989 bis 1994 sowie auf der Amundsen-Scott-Südpolstation, der Siple-Station und zahlreichen temporären Forschungsstationen auf dem antarktischen Kontinent.